# Johann Kaspar Zeuss
Johann Kaspar Zeuss, né à Kronach (Haute-Franconie) le 22 juillet 1806 et décédé le 10 novembre 1856 à Kronach à l’âge de 50 ans, est un historien et philologue bavarois, spécialiste des langues celtiques qui fut le fondateur de la philologie des langues celtiques.

## Biographie
Il fait ses études au collège de Bamberg, puis à l’université de Munich. Ses parents le destinent à la prêtrise, mais le jeune homme choisit la carrière universitaire, inclinant en particulier vers la recherche historique et linguistique. 
Entré comme étudiant à l'université de Munich  il y reste enseigner après avoir fini ses études comme professeur dans l’un des collèges. En 1837, il publie Die Herkunft der Baiern von den Markomannen, qui lui vaut le titre de docteur de l'université d’Erlangen. La même année, il commence à enseigner l’histoire au lycée de Spire. En 1847, il est nommé professeur d’histoire à l'université de Munich. À la suite de problèmes de santé, il est  affecté au lycée de Bamberg. En 1853, il publie à Berlin chez Weidmann sa fameuse Grammatica celtica, rédigée en latin en vue d'une audience internationale et qui établit sa renommée. Deux ans après il prend un congé dans l'espoir de recouvrer la santé, mais il meurt l'année suivante (1856).
Zeuss était un homme d'une grande érudition, alliant la connaissance de la philologie à celle de l'histoire et de l'ethnologie. Ses études germaniques lui avaient enseigné la nécessité d'une connaissance des langues celtiques, domaine jusqu'alors négligé par les autres chercheurs. Pour étudier les manuscrits anciens, en particulier en vieil irlandais, il se rendit à Karlsruhe, à Wurtzbourg, à Saint-Gall, à Londres et à Oxford. Ses recherches dans les bibliothèques de ces villes lui permirent de réunir une ample documentation sur les langues anciennes et les langues modernes qui avaient suscité son attention.

## Travaux
Sa Grammatica celtica, œuvre la plus connue, confirme que les langues celtiques appartiennent à la famille des langues indo-européennes, fait déjà établi par Franz Bopp, et donne à la philologie des langues celtiques une base scientifique solide. Après sa mort, ses travaux seront revus et réédités par Hermann Wilhelm Ebel (Berlin, 1871).
Zeuss est également l'auteur de Traditiones possessionesque Wirzenburgenses (1842) et de Die Freie Reichstadt Speyer vor ihrer Zerstörung.

## Prix Johann Kaspar Zeuss
Les prix Johann Kaspar Zeuss sont décernés annuellement par la Societas Celtologica Europaea à deux dissertations académiques dans l'un des domaines de la celtologie. 
En 2014 ont été retenus la thèse de Dagmar Bronner (Marbourg, dir. Erich Poppe) pour la thèse sur Three Historical poems on Thuatal Techtmar and the Boroma from the book of Lecan [Trois poèmes historiques à propos du Thuatal Techtmar et le Boroma du livre de Lecan], et un mémoire de maîtrise de Dieter Reinisch (Vienne, dir. Pr Finbarr MacLoughlin) intitulé Provisional cumann na mBan 1968-1986.